# Quincha

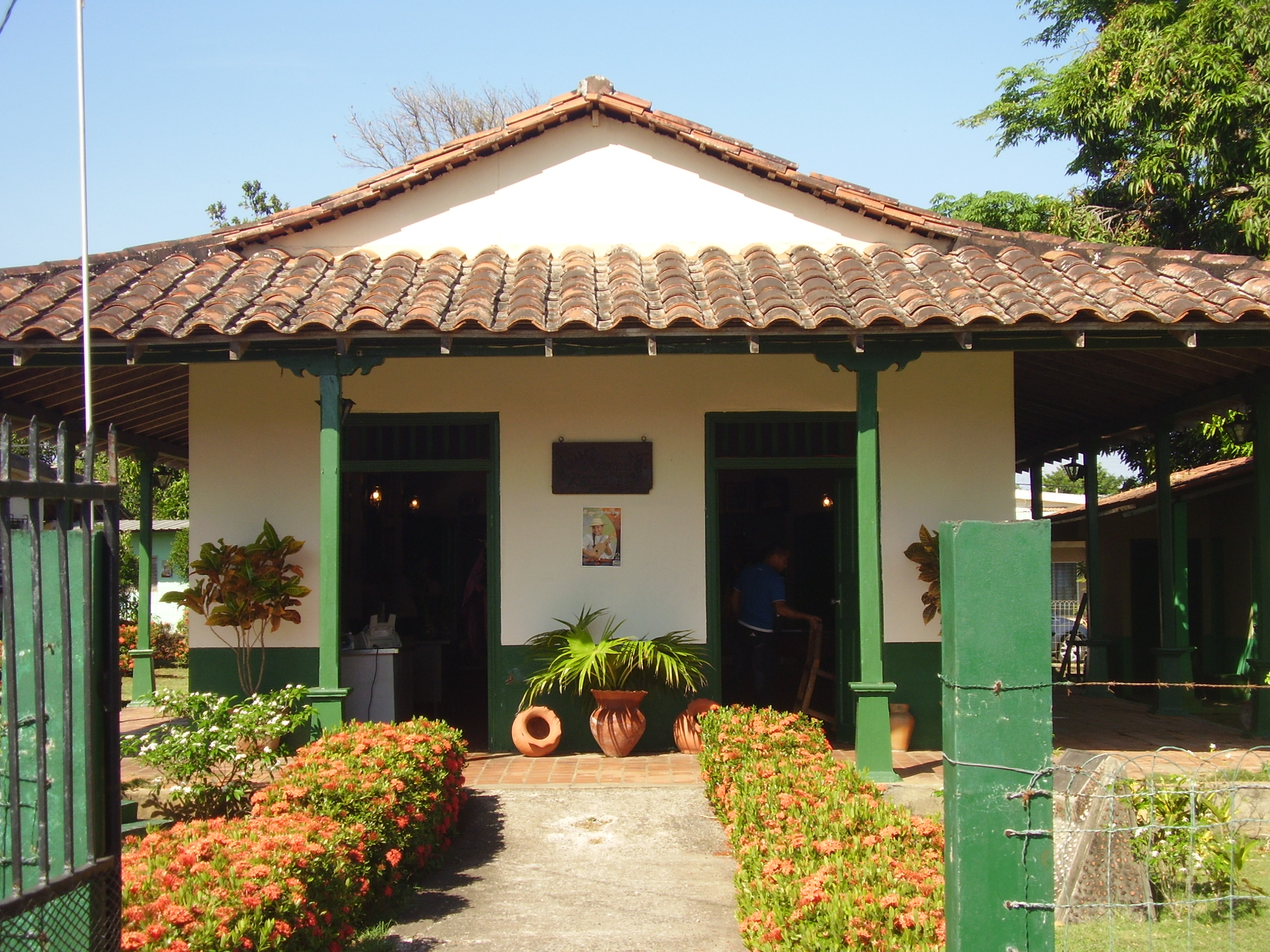
Casa Museo Manuel F. Zárate, uno de los ejemplos más representativos del estilo de quincha en Panamá.

La quincha (del quechua o runa simi:  qincha, ‘pared, muro, cerco, corral, cerramiento’) es un sistema constructivo tradicional de Sudamérica y Panamá caracterizado por el uso de técnicas mixtas, que consiste fundamentalmente en un entramado de caña o bambú, madera u otras fibras vegetales recubierto con barro para la materialización de cerramientos. Entramados similares a la quincha han sido usados en las construcciones desde muy temprano en el Antiguo Perú, y en el Virreinato del Perú, su utilización masiva se difundió como material antisísmico debido a su poco peso y elasticidad. La quincha era usada por la tradición Bato o la cultura Llolleo en el siglo III. Fue heredada por muchos pueblos dentro de los cuales se encuentran los mapuches.}

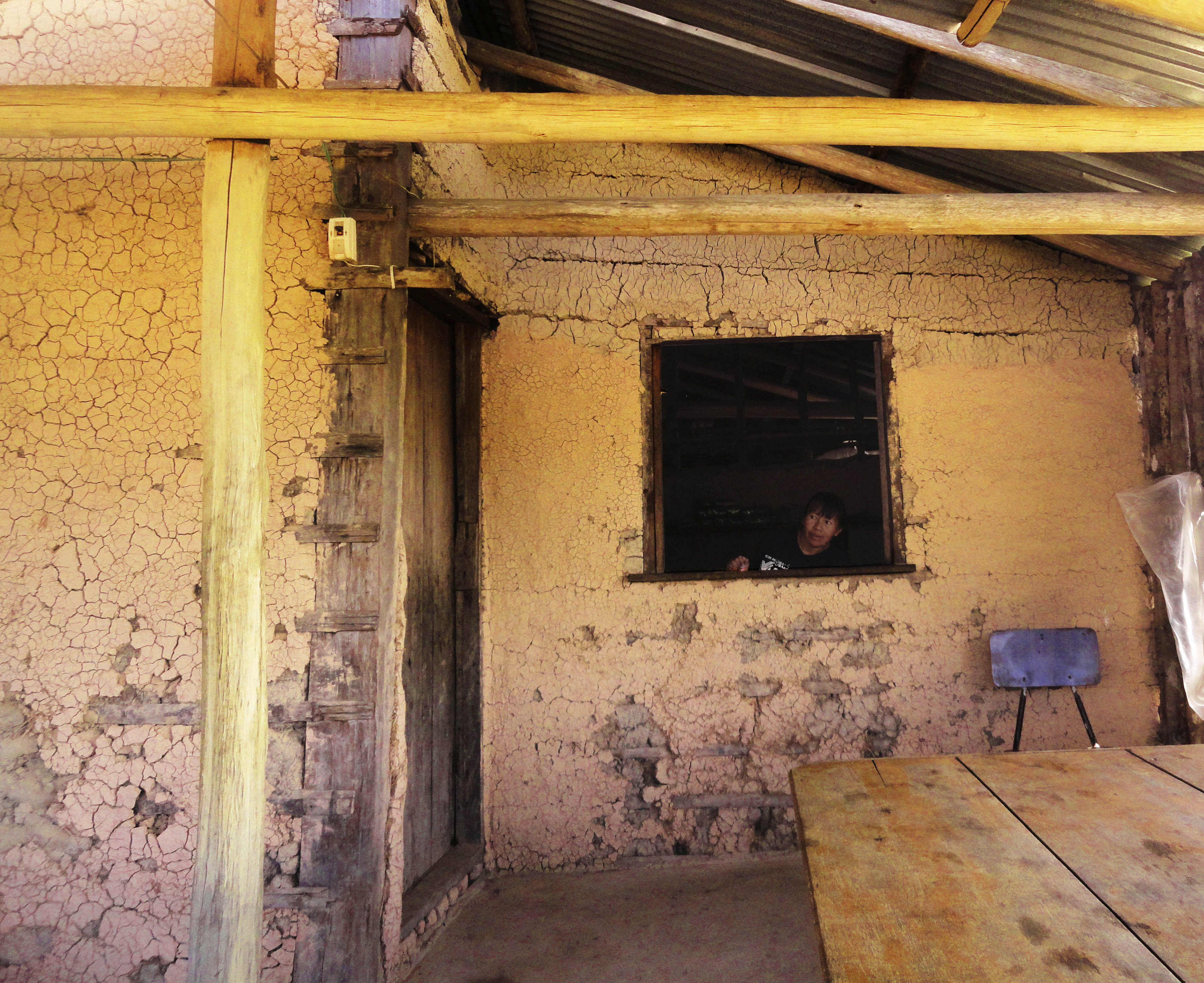
Pemon En Paraitepui

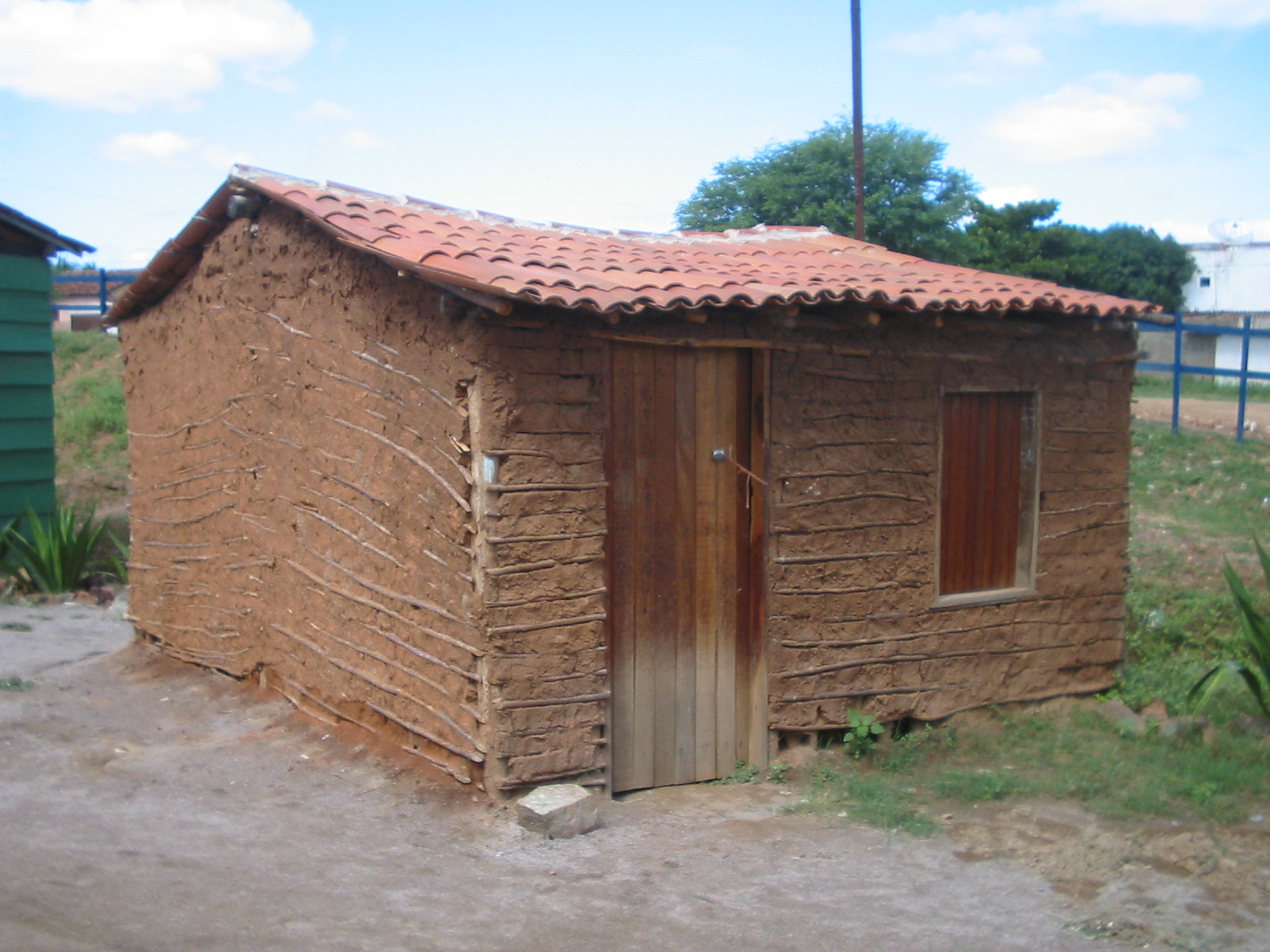
Serra-Talhada-Casa-de-taipa

## Características
La quincha es muy eficaz como material antisísmico debido a la elasticidad del entramado de caña, el cual absorbe las vibraciones evitando que se propaguen por el resto de la estructura. Además su ligereza facilita su montaje, aminora las cargas sobre la edificación y en caso de colapso no provoca demasiados daños. Son consideradas flexibles y pueden adaptarse a diversas necesidades arquitectónicas. Se pueden construir utilizando una variedad de materiales, lo que permite su adaptación a las disponibilidades locales. Al tener materiales prefabricados acelera los tiempos de construcción y reduce los costos. Adicionalmente, tiene un razonable aislamiento térmico debido a su mediana inercia térmica, cualidad que es proporcionada por el recubrimiento de barro, a pesar de contar con muros de espesor reducido. 
Por otro lado, las debilidades de este sistema incluyen la necesidad de un diseño cuidadoso y una ejecución precisa en las uniones entre elementos, una adecuada protección contra la humedad y el deterioro biológico de los materiales vegetales, así como un sellado efectivo para evitar la entrada de insectos al interior del muro. 

## Quincha prefabricada[3][4]
La quincha prefabricada es un sistema constructivo que basado en la quincha tradicional ha buscado estandarizar sus procesos con el fin de obtener un mejor rendimiento del material en la construcción. A diferencia de la quincha tradicional, la prefabricada emplea paneles independientes modulares, siendo necesario que el diseño arquitectónico de la vivienda tenga en cuenta este módulo. Consisten en bastidores de madera de un ancho entre 80 y 120 centímetros, rellenos con caña trenzada y una vez colocados se procede a recubrirlos con barro o algún otro material como yeso o cemento. Un panel típico de 120 centímetros sin revocar pesa aproximadamente 50 kg y revocado pesa aproximadamente 350 kg. Esta constitución de paneles permite considerarlos como autoportantes. Además la parte inferior de los paneles se fijan sobre un sobrecimiento de concreto y verticalmente se apoyan en una estructura de columnas de madera cuyo máximo distanciamiento entre sí es del ancho de tres paneles de quincha.